# Čížov (Benešovská pahorkatina)
Čížov je kopec v Benešovské pahorkatině, severně od Týnce nad Sázavou, dosahující nadmořské výšky 433 metrů. Vrcholové partie spolu se západními a jižními svahy tvoří stejnojmennou přírodní rezervaci.

## Ochrana přírody
Přírodní rezervace Čížov byla vyhlášena roku 1990. Důvodem ochrany jsou květnaté bučiny a suťové lesy s bohatým podrostem.
Mezi význačnými druhy rostlin se v rezervaci vyskytují například okrotice mečolistá (Cephalanthera longifolia), pérovník pštrosí (Matteuccia struthiopteris), medovník meduňkolistý (Melittis melissophyllum) nebo kokořík vonný (Polygonatum odoratum).

## Geomorfologické členění
Geomorfologicky vrch spadá do oblasti Středočeská pahorkatina, celku Benešovská pahorkatina, podcelku Dobříšská pahorkatina, okrsku Konopišťská pahorkatina a podokrsku Peceradská pahorkatina. Na ostrožně u jihozápadního okraje rezervace se nachází zřícenina hradu Zbořený Kostelec.